# Gabriela Petrášová
Gabriela Petrášová (21. září 1929 – ???) byla slovenská a československá politička Komunistické strany Československa a poúnorová poslankyně Národního shromáždění ČSR.

## Biografie
Ve volbách roku 1954 byla zvolena do Národního shromáždění ve volebním obvodu Štúrovo. Zvolena byla jako bezpartijní poslankyně, později v průběhu výkonu mandátu uváděna jako členka KSS. V parlamentu setrvala až do konce funkčního období, tedy do voleb roku 1960. K roku 1954 se profesně uvádí jako učitelka jedenáctileté školy.